# 西館昂汰
西館昂汰（日语：／，2001年6月9日—）是一名出生於日本福岡縣筑紫野市的職業棒球選手，效力於日本職棒東京養樂多燕子，主要守備位置為投手。

## 個人情報

### 背號
- 14（2024年－）

## 外部連結
- 西館昂汰在日本職棒（英语）